# Sarothrura elegans
Il rallo macchiefulve, conosciuto anche come schiribilla macchiefulve o codapiuma macchiecamoscio (Sarothrura elegans (A. Smith, 1839)) è un uccello della famiglia dei Sarotruridi.

## Distribuzione e habitat
Vive in Angola, Burundi, Camerun, Repubblica del Congo, Repubblica Democratica del Congo, Costa d'Avorio, Guinea Equatoriale, Etiopia, Gabon, Guinea, Kenya, Liberia, Malawi, Mozambico, Nigeria, Ruanda, Sierra Leone, Somalia, Sudafrica, Sudan, Swaziland, Tanzania, Uganda, Zambia e Zimbabwe.